# Blank Verse Pastels
Blank Verse Pastels – tomik poetycki amerykańskiego prozaika i poety Clintona Scollarda (1860–1932), opublikowany w Clinton w stanie Nowy Jork w 1907 nakładem oficyny George’a Williama Browninga. Tom zawiera trzydzieści jeden wierszy. Składające się na zbiorek utwory zgodnie z jego tytułem są napisane w większości wierszem białym, czyli bezrymowym pentametrem jambicznym. W wielu miejscach poeta stosuje aliterację, jak w wersie Mouthed, and made mock of music, and men's sleep.

All day the wind blew in-shore off the sea;
All day the reefs raged, and the flying spume,
Like multitudinous snow-flakes, flecked the sand.
Above, athwart a heaven cobalt-blue.
Like squadrons of white horsemen, charged the scud.
Then the light failed, a sudden sunset made
The wide wan west a momentary rose.
And the night came companioned by one star.
And still the wind blew in-shore off the sea
Plangent, and still the insatiable reefs
Mouthed, and made mock of music, and men's sleep
Was haunted by bewilderment of dreams, —
Unfathomable visions of the waste
Where Ocean, sole, majestic and supreme.
Weltered, with swirl of waters, evermore.